# Яворский, Евгений Григорьевич
Евгений Григорьевич Яворский (16 февраля 1909 — 14 сентября 1971) — русский советский актёр. Народный артист Узбекской ССР (с 1952).

## Биография
Как актёр дебютировал в 1926 году в Симферопольском театре. Позже, работал в советском агитационном эстрадном театральном коллективе «Синяя блуза» и театре Музкомедии.
В 1931—1934 годах выступал на сцене Симферопольского театра Красной Армии, с 1934 — актёр Ташкентского театра Советской Армии САВО, с 1958 — на сцене Ташкентского русского театра им. Горького (ныне Академический русский драматический театр Узбекистана).
Яркий, остро характерный комедийный актёр. Ему близки также лирико-драматические образы «маленьких людей», униженных и оскорблённых.
В 1959 году снялся в роли ветеринара в биографическом фильме «Фуркат» (Узбекфильм).

## Избранные роли
- Робинзон («Бесприданница» Александра Николаевича Островского),
- Расплюев («Свадьба Кречинского» Александра Сухово-Кобылина),
- Шмага; Мармеладов («Преступление и наказание» по Фёдору Достоевскому),
- Аким («Власть тьмы» Льва Николаевича Толстого),
- Гриффин («Огни рампы» по сценарию Чарли Чаплина)
- Лещ («Последние»),
- барон Танака («Порт-Артур» А. Н. Степанова и И. Ф. Попова.),
- Сиплый («Оптимистическая трагедия» Всеволода Вишневского),
- Живота («Доктор философии» Бранислава Нушича),
- Фунт («Золотой телёнок» по Илье Ильфу и Евгению Петрову),
- Теофилос Ферекис («Требуется лжец» Димитриса Псатаса),
- Консул («Украли консула» Георгия Мдивани).